# Октябрський (Красноармійський район, Челябінська область)
Октябрський (рос. Октябрьский) — селище у Красноармійському районі Челябінської області Російської Федерації.
Входить до складу муніципального утворення Березовське сільське поселення. Населення становить 1323 особи (2010).

## Історія
Від 13 січня 1941 року належить до Красноармійського району Челябінської області.
Згідно із законом від 9 липня 2004 року органом місцевого самоврядування є Березовське сільське поселення.

## Населення
| 2002 | 2010  |
| ---- | ----- |
| 1425 | ↘1323 |